# Jimmy il Fenomeno
Jimmy il Fenomeno, nom d'artiste de Luigi Origene Soffrano, né à Lucera le 22 avril 1932 et mort à Milan le 6 août 2018, est un acteur italien.
Acteur humoriste, il n'a jamais joué un rôle de premier plan, mais on se souvient de son visage à l'expression reconnaissable, de son regard strabique, de son dialecte et de ses rires particuliers.

## Biographie
En presque cinquante ans de carrière, Jimmy il Fenomeno a participé à plus de 150 films, en commençant par ceux joués par Totò et Aldo Fabrizi pour arriver à la comédie érotique italienne des années 1970 où il a tenu de nombreux rôles, allant du facteur à la nonne, de l'érotomane au concierge.
Dans les années 1980, il arrive à la télévision, participant à l'émission à succès Drive In d'Antonio Ricci comme « pendant » d'Ezio Greggio. En même temps, il est considéré comme un « porte-bonheur » dans le monde du football, comme cela s'était déjà produit dans les cercles de Cinecittà et s'affiche souvent dans la ligue ou au marché à côté des vedettes, cadres, dirigeants, devenant leur mascotte et signant des autographes.
Au milieu des années 1990, il déménage de Rome à Milan, puis des problèmes de santé compromettent sa capacité de marcher et il est forcé de se déplacer en fauteuil roulant. Après avoir quitté son activité professionnelle, il bascule dans la précarité et rejoint à partir de 2003 à la résidence locale pour personnes âgées Casa per coniugi, où il décède le 6 août 2018 à l'âge de 86 ans.

## Filmographie partielle
- 1962 : Elle est terrible (La voglia matta) de Luciano Salce
- 1963 : Avventura al motel de Renato Polselli
- 1968 : Le tueur frappe trois fois (La morte non ha sesso) de Massimo Dallamano
- 1973 : Les Grands Patrons (Bisturi, la mafia bianca) de Luigi Zampa
- 1974 : Sesso in testa de Sergio Ammirata (it) et Fernando Di Leo
- 1975 : Ursula l'anti-gang (Colpo in canna) de  Fernando Di Leo
- 1976 : Pudeurs à l'italienne (Il comune senso del pudore) d'Alberto Sordi
- 1977 : Antigang (La malavita attacca... la polizia risponde!) de Mario Caiano
- 1978 : La Prof et les Cancres (L'insegnante va in collegio) de Mariano Laurenti
- 1979 : L'Infirmière de nuit (L'infermiera di notte) de  Mariano Laurenti
- 1979 :  La Flic à la police des mœurs (La poliziotta della squadra del buon costume) de  Michele Massimo Tarantini
- 1980 : Le Coq du village (Fico d'India) de Steno
- 1986 : Superfantozzi de  Neri Parenti
- 1993 : Fantozzi in paradiso de Neri Parenti